# Potentilla scorpionis
Potentilla scorpionis är en rosväxtart som beskrevs av Soják. Potentilla scorpionis ingår i Fingerörtssläktet som ingår i familjen rosväxter. Inga underarter finns listade i Catalogue of Life.